# 管正傳
管正傳（1613年—？），字元心，號德園，南直隸蘇州府長洲縣籍，太倉州人，明朝政治人物。

## 生平
崇禎三年（1630年）庚午科應天鄉試第三十八名舉人，四年（1631年）中式辛未科會試第一百九十四名，三甲第六十名進士。通政司觀政，授永新縣知縣，八年（1635年）調贛縣知縣，十年（1637年）革職。

## 家族
曾祖管志道，隆慶五年進士，廣東按察司僉事；祖父管士珩；父管宗曾。